# 加碑岩乡
加碑岩乡，是中华人民共和国辽宁省葫芦岛市绥中县下辖的一个乡镇级行政单位。

## 行政区划
加碑岩乡下辖以下地区：
王台村、楼房村、沟口村、黄土村、黄木杖子村、王家店村、张杖子村、窝岭村、上房子村、骆杖子村和于杖子村。